# Manga Afonso
Alphonso ou Manga Afonso (हापुस Haapoos em marata, Aapoos em canarês) é uma subespécie de manga que é considerado por muitos como uma das melhores em termos de doçura e sabor, embora tenha uma vida útil curta.  É também um dos tipos mais caros de manga e é cultivada principalmente no oeste da Índia e de sul a leste do Paquistão.  De Abril a Maio, os frutos pesam entre 150g e 300g cada. Foi atribuído o nome de Afonso a esta fruta em homenagem a Afonso de Albuquerque que durante as suas viagens pelo oceano indico costumava levar consigo esta manga.